# Leonard Cohen
Leonard Norman Cohen (21. září 1934 Montréal – 7. listopadu 2016 Los Angeles) byl kanadský hudebník, básník, romanopisec a kreslíř židovského původu. Již během univerzitních studií vydal v roce 1956 svoji první sbírku básní. Vedle poezie mu během šedesátých let 20. století vyšly také dva romány. První byl kritikou přijat dobře, druhý však kvůli obsahu, zaměřenému na sexuální témata, kritika příliš dobře nepřijala. Nedlouho po vydání druhého románu se začala rozvíjet jeho pěvecká kariéra. Hudbě se sice věnoval již dříve, avšak ne s takovou intenzitou. Jeho hudební kariéra mnohonásobně překryla Cohenovy původní spisovatelské aktivity. Přesto i po vstupu do hudebního průmyslu pokračoval v tvorbě básní, avšak již ne tak často, jako předtím.
Hudebně jsou Cohenovy první písně založeny na folkové hudbě (melodie i nástroje). Od začátku sedmdesátých let prokazovala jeho tvorba vliv různých druhů popu a kabaretní hudby. Počínaje osmdesátými lety začal zpívat hlouběji, podporován ženskými doprovodnými vokály. Cohenovy písně jsou často citově vážné a lyricky složité. Vlastní jsou mu metafory a jiné básnické prostředky, odlišné od obvyklé písňové tvorby. V jeho dílech se často objevují témata náboženství, izolace a složitých mezilidských vztahů.
Přestože byl Cohen původem Žid, od sedmdesátých let se věnoval také buddhismu. On sám se však za buddhistu nikdy nepovažoval a tvrdil, že se mu věnoval pouze kvůli tomu, aby si dal do pořádku svůj zmatečný život. Během své dlouhé kariéry získal Cohen mnoho ocenění, od uvedení do různých síní slávy (například Rock and Roll Hall of Fame), přes výroční ocenění (Grammy), až po nejvyšší kanadské civilní vyznamenání, Řád Kanady. Cohenova hudba inspirovala i ostatní písničkáře, a objevila se ve více než stovce coververzí. Jeho písně rovněž hudebně doprovodily mnoho filmů či televizních seriálů.

## Mládí

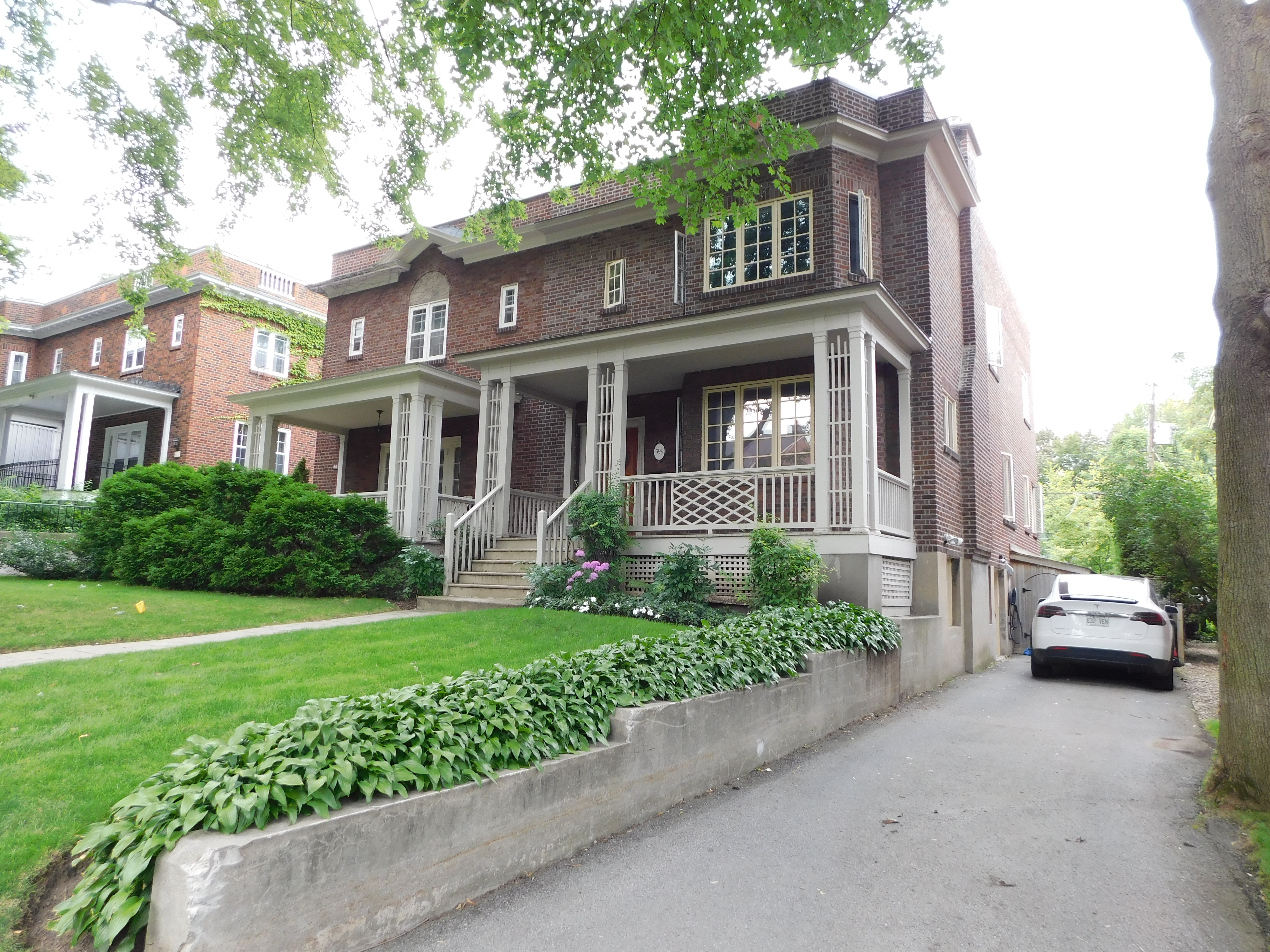
Dům, v němž Cohen vyrůstal.

Leonard Norman Cohen se narodil do židovské rodiny dne 21. září roku 1934 v Montréalu v kanadské provincii Québec. Otec Nathaniel Bernard Cohen (1887–1944), původním povoláním inženýr, bojoval v první světové válce, a během většiny svého života pracoval v rodinné oděvnické firmě The Freedman Company. Jeho manželka, Leonardova matka (1907–1978), se jmenovala Masha a pocházela z Litvy. Jejich prvním potomkem byla dcera Esther, narozená pět let před Leonardem, v roce 1929. V dětství si ale sourozenci nebyli příliš blízcí.
Cohen vyrůstal ve čtvrti Westmountu na ostrově Montréal. Dobrá finanční situace rodině umožnila zaměstnávat řidiče a zahradníka (v jedné osobě) a také chůvu. Přestože Cohenovi byli židovského vyznání, jeho chůva jej v dětství brala na katolické mše. On sám od dětských let choval úctu ke svému původnímu náboženství a pravidelně navštěvoval místní synagogu a hebrejskou školu. Po dokončení základní školy nastoupil na Westmountskou střední školu, kde byl průměrným žákem, který v žádném oboru výrazně nevynikal. Právě zde potkal svého pozdějšího dlouholetého přítele, budoucího sochaře Morta Rosengartena. V roce 1944, když bylo Leonardovi devět let, zemřel ve věku 52 let jeho otec, který si až do konce svého života nesl následky z bojů v první světové válce.

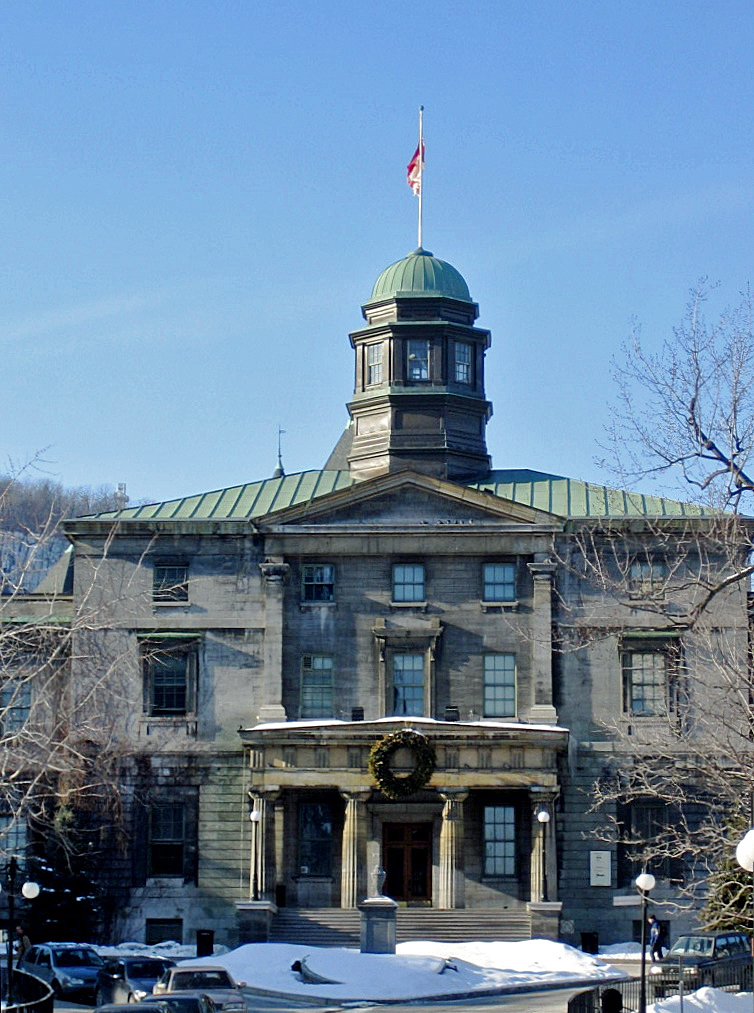
Jedna z budov McGillovy univerzity

Přestože se již od dětství Cohen zajímal o poezii, během studií jeho zájem o ni upadal a začal se naopak zajímat o hudbu. Nejprve sice bez větších úspěchů zkoušel hrát na flétnu, ale důležitějším faktorem pro rozvinutí jeho hudební kariéry byla koupě první kytary v roce 1949. Později absolvoval několik lekcí hry na flamencovou kytaru. V té době se začal zajímat o lidovou hudbu a opět našel cestu i k poezii. Důležitým literárním vzorem mu byl španělský básník Federico García Lorca. Po dokončení středoškolského vzdělání nastoupil v září roku 1951 na McGillovu univerzitu. Na tamní přednášky ovšem příliš často nechodil. Mnohem více času věnoval poslechu hudby, převážně country, ale také doo-wopu. Na univerzitě se také začal věnovat hraní v amatérském divadle a byl zde vedoucím debatního kroužku.
V roce 1953 odcestoval do Harvardu v americkém státě Massachusetts. Zde se věnoval poslechu amerických lidových písní a zúčastnil se kurzu experimentální poezie, vedeném francouzským básníkem Pierrem Emmanuelem. Po návratu z měsíční návštěvy Spojených států pokračoval v univerzitních studiích a také založil svou první kapelu, která nesla název The Buckskin Boys. Zdejší vysokoškolská studia dokončil úspěšnou promocí v říjnu roku 1955. Přestože se on sám chtěl později věnovat básnické činnosti, na přání rodičů absolvoval ještě jeden semestr na místní právnické fakultě.

## Literární kariéra

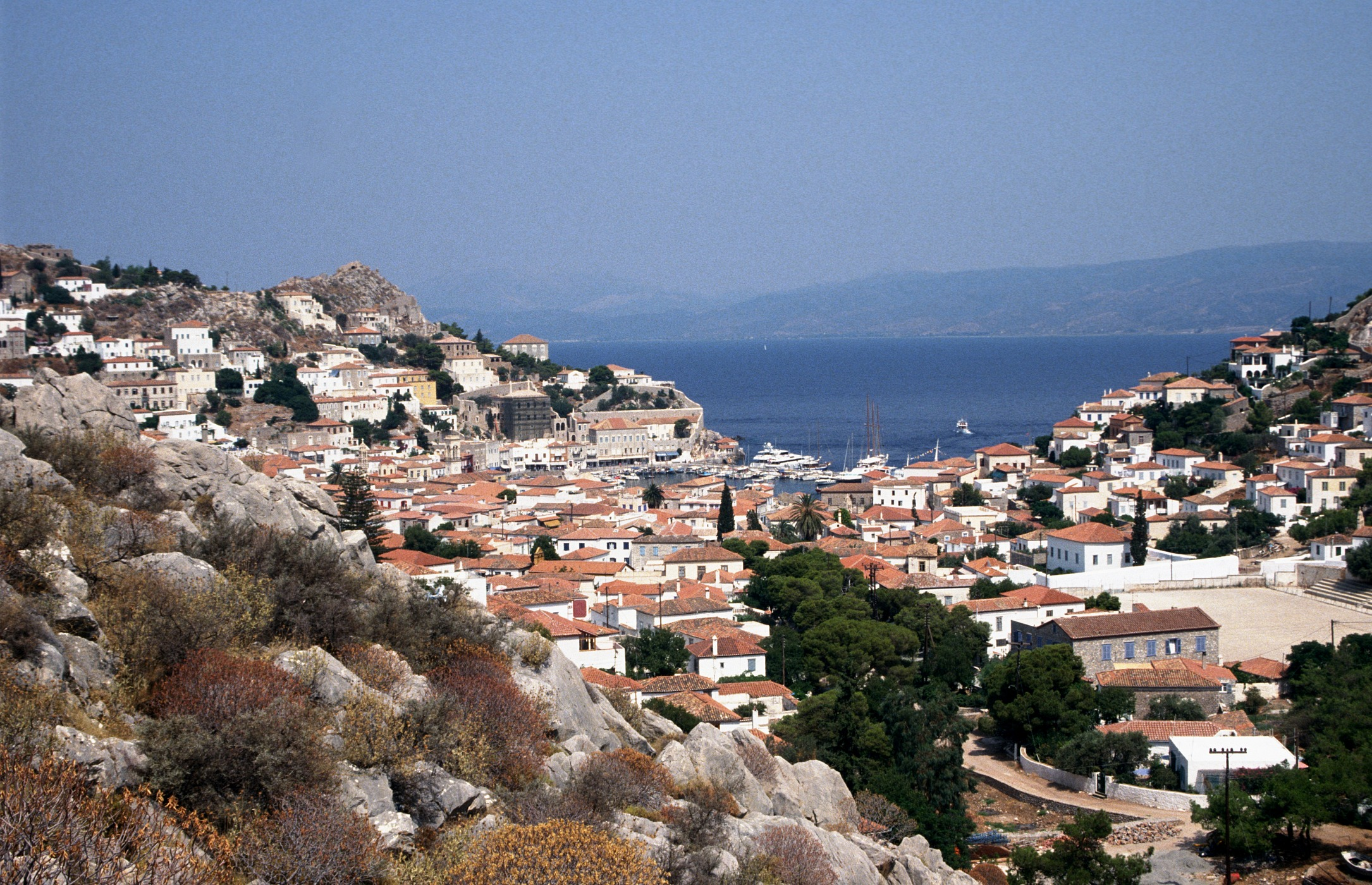
Pohled na město Hydra na stejnojmenném ostrově, kde Cohen žil

Své první básně Cohen publikoval v různých časopisech již během studií. V roce 1956 jeho profesor z McGillovy univerzity Louis Dudek, sám básník, založil nakladatelství, a vůbec prvním titulem, který vydal, byla Cohenova básnická sbírka, nazvaná Let Us Compare Mythologies. Sbírka si navzdory omezenému nákladu vedla poměrně dobře. Mezi výrazně zachycená témata v básních patřily nejen ztráty či víra, ale také láska, sexualita a zájem o ženy. Téhož roku Cohen recitoval osm svých básní na albu Six Montreal Poets, vydaném společností Folkways Records. Nedlouho poté odcestoval do New Yorku, kde začal studovat literaturu na Kolumbijské univerzitě. Právě zde se začal rozvíjet jeho zájem o životní styl beatníků. Navštívil autorské čtení Jacka Kerouaca a začal experimentoval s drogami, jako byly například LSD, hašiš či marihuana, ale také amfetaminy. Kolumbijskou univerzitu opustil již počátkem roku 1957 a vrátil se zpět do Montréalu. Později krátce pracoval v továrně na výrobu mosazi a posléze v textilce. Brzy však zjistil, že mu tento životní styl nevyhovuje, a začal pracovat pro rozhlasovou stanici CBC.
V roce 1959 se rozhodl odstěhovat do Londýna. Ten mu však nevyhovoval tak, jak si původně představoval. Proto se rozhodl k přesunu do Řecka, kde se na jaře roku 1960 usadil na řídce obydleném ostrově Hydra. Zde se setkal s mnoha umělecky zaměřenými lidmi, z nichž nejvíce se spřátelil s norským spisovatelem Axelem Jensenem, a především s jeho manželkou Marianne. Její manžel brzy začal preferovat jiné ženy a s manželkou se rozešel; ona tak začala žít s Cohenem. Ten si na ostrově koupil dům, čímž definitivně odešel z různých pronajatých bytů, ve kterých zde do té doby pobýval. Na Hydře dokončil také první verzi svého románu Oblíbená hra (anglicky The Favorite Game), která se mu však od kanadského nakladatele McClelland & Stewart, kam ji odeslal, vrátila zpět s tím, že je přespříliš nekonvenční a musí ji přepsat. Přestože o dílo projevilo zájem i americké nakladatelství Abelard-Schuman, rozhodl se je Cohen na radu původního vydavatele upravit.
Koncem roku 1960 se z Řecka vrátil zpět do Kanady, ale již během jara následujícího roku odcestoval na Kubu, kde se usadil v hlavním městě Havaně. I přesto, že na ostrově právě probíhaly politické změny a značné množství obyvatel se odtud snažilo uprchnout, Cohen zde chtěl zůstat. Cohenovu matku však jeho návštěva této země znepokojovala a on se rozhodl odtud za ní odjet do rodného Montréalu. Mezitím doma v Kanadě vyšla jeho druhá sbírka básní, nazvaná The Spice-Box of Earth, a Cohen následně absolvoval autorská čtení své poezie. Kritika opět knihu přijala velmi dobře. Koncem léta se rozhodl znovu odjet do svého druhého domova, na Hydru. Zde pokračoval ve svém vztahu s přítelkyní Marianne, ale již v březnu 1962 odcestoval opět do Londýna. Zde mu totiž nakladatelství Secker & Warburg nabídlo vydání jeho románu Oblíbená hra s podmínkou, že jej ještě přepracuje. Jeho vůbec první román tedy vyšel v září roku 1963 a kritika byla, stejně jako v případě jeho básnických sbírek, pozitivní. Jde o autobiografický román, pojednávající o mladém muži, hledajícím svou identitu v psaní.
V následujícím období žil Cohen převážně v Kanadě a vedle různých autorských čtení pracoval na další básnické sbírce, která pod názvem Květiny pro Hitlera (anglicky Flowers for Hitler) vyšla v roce 1964. V tomto případě však byly ohlasy kritiků nejednoznačné. V následujícím roce měl premiéru dokumentární film, zachycující Cohena, nazvaný Ladies and Gentlemen… Mr. Leonard Cohen (režie se ujali Don Owen a Donald Brittain), a byl také dokončen jeho druhý román Nádherní poražení (anglicky Beautiful Losers), který vyšel v březnu roku 1966. V tomto případě však byla kritika velmi negativní, vadil jí ve velké míře se vyskytující sexuálně zaměřený obsah díla. Kniha se dá považovat za postmodernu, jejíž hlavní charakter popisuje kombinací svatého a světského: Náboženství a sex je v díle vyjádřen bohatým a lyrickým jazykem. Román odráží Cohenovy kořeny v Québecu a také něco z jeho židovského původu. V díle popisovaný Cohenův život se prolíná s podobně nepřirozeným životem irokézské samomučednice ze sedmnáctého století. Později v roce 1966 ještě vyšla sbírka básní Parasites of Heaven.

## Hudební kariéra

### Počátky
Po neúspěchu svého druhého románu začal Leonard Cohen čím dál více upřednostňovat své hudební nadání. Nejprve napsal několik písní pro skupinu The Stormy Clovers, ale vystupovat sám se však ještě neodvažoval. Následně odjel zpět za Marianne na Hydru, kde přemýšlel o svém dalším životě. Byl si jistý, že se v následujících letech chce věnovat hudbě. Zvažoval také, zda si nezvolit nějaký pseudonym. Přestože o svém hlase neměl příliš vysoké mínění, rozhodl se v říjnu 1966 odjet do Nashvillu v Tennessee, kde plánoval zahájit svou hudební kariéru na poli countryové hudby. To však po příjezdu do New Yorku, přes který do Nashvillu cestoval, odložil. Začal se zde totiž zajímat o kulturní dění v oblasti hudby a stýkal se s lidmi z okolí výtvarníka Andyho Warhola. Ještě předtím, než se Cohen začal naplno věnovat hudbě, nabídl své písně zpěvačce Judy Collins. Ta zanedlouho dvě z nich, konkrétně „Suzanne“ a „Dress Rehearsal Rag“, vydala na svém albu In My Life z roku 1966. Na svém dalším albu Wildflowers pak vydala ještě tři jiné Cohenovy písně, a sice „Sisters of Mercy“, „Priests“ a „Hey, That's No Way to Say Goodbye“.
Později nahrál několik demosnímků, které se dostaly do rukou hudebního producenta Johna Hammonda, jenž mu zajistil smlouvu s hudebním vydavatelstvím Columbia Records. Počátkem roku 1967 tak Cohen začal nahrávat své první album, jehož producentem se stal Hammond. Zpočátku pracoval v duu s kontrabasistou Williem Ruffem, později však Hammond angažoval celou skupinu. Kvůli své časové vytíženosti však Hammond nahrávání opustil a producentem se stal John Simon, který ovšem nakonec po neshodách s Cohenem projekt také opustil. V následujícím období tedy Cohen nahrávky produkoval de facto sám. Do nahrávání alba navíc zaangažoval také několik členů rockové skupiny Kaleidoscope. Cohenovo debutové album, které dostalo název Songs of Leonard Cohen, vyšlo 26. prosince 1967. Jelikož se tak stalo ve vánočním období, získalo album jen velmi málo recenzí a ty navíc vyznívaly velmi různorodě. V hitparádě časopisu Billboard se umístilo na 83. příčce. Většího uznání se nahrávce však později – v létě 1968 – dostalo ve Spojeném království. V místní hitparádě se vyšplhalo až na třináctou pozici a na různých příčkách v žebříčku vydrželo po 71 týdnů. V roce 1967 se Cohen podílel také na několika filmových projektech. Prvním z nich byl film The Ernie Game, jehož režisérem byl Don Owen. Hudební doprovod ke snímku složil právě Cohen, jenž si ve filmu také zahrál roli zpěváka. Dále následovaly ještě dva krátkometrážní filmy, u nichž se opět stal autorem hudby. V roce 1968 vyšla jeho další sbírka básní, tentokrát v podobě antologie Selected Poems 1956–1968. Stejně jako u předchozích sbírek se i této dostalo vřelého uznání. Jen během prvních měsíců se jí prodalo bezmála 200 000 výtisků.

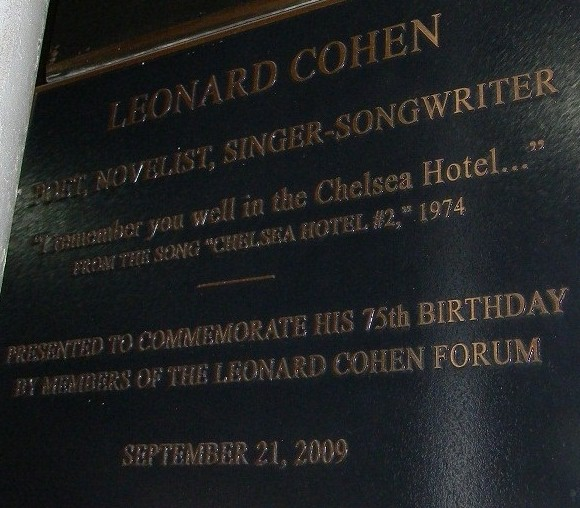
Pamětní deska Leonarda Cohena v newyorském hotelu Chelsea, v němž často pobýval

Na podporu své debutové nahrávky Cohen neabsolvoval koncertní turné, i když mu to bylo vedením vydavatelské společnosti Columbia doporučováno. Místo toho však koncem roku 1968 odjel do Nashvillu, kam se chystal již v roce 1966, a začal zde pracovat na svém druhém albu. Zde za podpory producenta Boba Johnstona, který již dříve spolupracoval například s Bobem Dylanem či Johnnym Cashem, nahrál nové album, jež vyšlo v květnu následujícího roku pod názvem Songs from a Room. Oproti prvnímu albu byla tato nahrávka mnohem úspěšnější v hitparádách. V americkém Billboardu se umístila na 63. a ve Spojeném království až na 2. příčce. Vedení společnosti Columbia po vydání této nahrávky již zpěváka přesvědčilo, aby na podporu své nové desky odehrál koncertní turné. To bylo zahájeno nejprve ve Spojených státech a v květnu 1970 se přesunulo do Evropy. Vedle dalších doprovodných hudebníků a vokalistek jej během něho doprovázel i jeho producent Bob Johnston, hrající na varhany. Ještě před zahájením turné Cohen začal pracovat na svém třetím albu. Práce na něm byly – opět s Johnstonem coby producentem – dokončeny po završení turné. Album Songs of Love and Hate, které vyšlo v březnu 1971, nemělo v amerických žebříčcích příliš úspěch. Dostalo se totiž pouze na 145. místo Billboardu. Mnohem lépe se mu, stejně jako v předchozích případech, vedlo ve Spojeném království, kde se umístilo na čtvrté pozici.

### Sedmdesátá léta
Přesně rok po vydání alba Songs of Love and Hate zpěvák vyrazil na světové turné. Zahájeno bylo v březnu 1972 a doprovázelo jej natáčení dokumentárního filmu, jehož režie se ujal Tony Palmer. Také šlo o vůbec první Cohenovo turné, při kterém jej doprovázela dlouholetá vokalistka Jennifer Warnes. Některé koncerty z tohoto turné však provázely problémy: například v Tel Avivu došlo k potyčce mezi členy ochranky a návštěvníky koncertu. Přestože se samotný Cohen snažil zajistit příměří, koncert nakonec musel být předčasně ukončen. Ovlivněn touto zkušeností Cohen prohlásil, že se do Izraele již nikdy koncertovat nevydá. Když pak Palmer dokončil stříhání filmu, jehož rozpočet zůstal na částce 30 000 liber, a odevzdal jej Cohenovi, hudebník s ním spokojen nebyl. Palmer proto usoudil, že bude lepší, aby si Cohen natočený materiál upravil podle svého. Během šesti měsíců Cohen film skutečně přepracoval, ale jeho náklady již vyšly na přibližně 500 000 amerických dolarů. Filmu, který dostal název Bird on a Wire, se ale příliš velkého ohlasu nedostalo, neboť byl promítán pouze ve Spojeném království.
Na podzim roku 1972 se mu narodil první potomek, syn Adam. Druhé dítě, dcera Lorca, se narodilo v roce 1974. Jejich matkou byla Suzanne Elrod, se kterou se Cohen seznámil roku 1968 po definitivním rozchodu s Marianne. Toho roku vyšla také další sbírka Cohenových básní nazvaná The Energy of Slaves. Během jara 1973 vyšlo jeho vůbec první koncertní album, jež dostalo název Live Songs. Obsahuje nahrávky z koncertů z let 1970 a 1972. Přílišnému komerčnímu ohlasu se však nahrávce nedostalo. V říjnu 1973 vypukla jomkipurská válka mezi Egyptem a Sýrií na jedné straně a Izraelem na druhé. Cohen během konfliktu odehrál několik představení za účelem povzbuzení izraelských vojáků. Po skončení konfliktu se vrátil zpět k rodině do Kanady. Počátkem roku 1974 byl však Cohen opět v New Yorku a začal zde společně s producentem a aranžérem Johnem Lissauerem pracovat na čtvrtém albu. To pak pod názvem New Skin for the Old Ceremony vyšlo v srpnu a následovalo je turné po Evropě a po něm po Severní Americe. Koncertní šňůra s přestávkami trvala až do března 1975, kdy se Cohen rozhodl natočit s Lissauerem ještě jedno album. Během léta toho roku dvojice pracovala na albu nazvaném Songs for Rebecca. Jeho nahrávání však bylo utnuto v momentě, kdy Cohen na doporučení svého manažera začal plánovat jiný projekt, a sice album produkované Philem Spectorem. Od dubna do června 1976 však Cohen nejprve odehrál další turné.

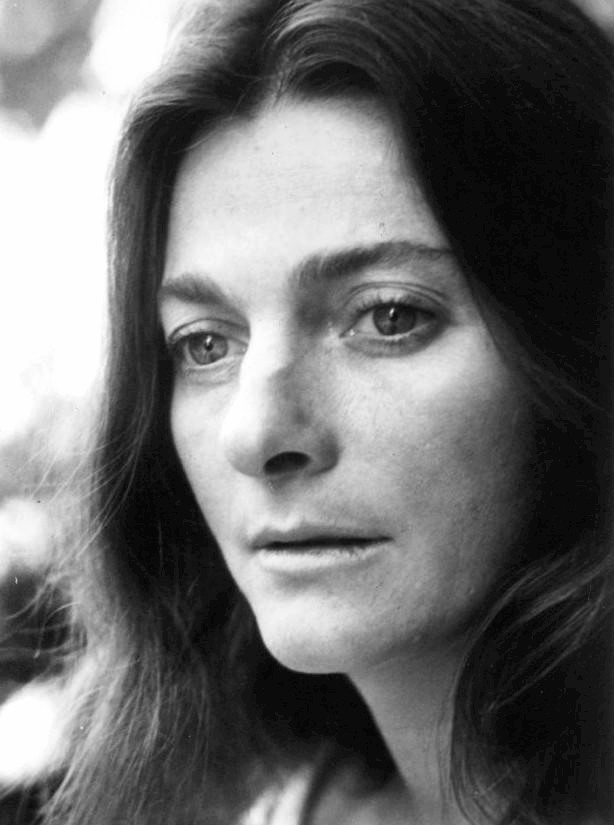
Zpěvačka Judy Collins (na fotografii z roku 1975), která během své kariéry nahrála řadu Cohenových písní

Během roku 1977 dvojice Cohen–Spector pracovala na novém projektu. Cohen měl v té době smlouvu s hudebním vydavatelstvím Columbia Records, ale to o společné album se Spectorem neprojevilo zájem, a proto Cohen musel shánět jiného vydavatele. Nalezl ho ve společnosti Warner Bros. Records. Cohenův management oslovil i několik dalších vydavatelství, ale žádné z nich neprojevilo zájem. Vzniklé album Death of a Ladies' Man tak po několika měsících práce vyšlo v listopadu 1977. Obsahovalo texty napsané Cohenem a hudbu složenou Spectorem a podílelo se na něm několik desítek hudebníků, jak je to typické i pro předchozí Spectorovy projekty. Kritika však album přijala rozpačitě. Spector údajně Cohenovi zakázal, aby se účastnil dokončovacích procesů alba. V roce 1978 vyšla další z Cohenových básnických sbírek, nazvaná Smrt muže, který patřil jedné ženě (anglicky Death of a Lady's Man). Poté, co od něj v roce 1978 odešla jeho přítelkyně a matka dětí Suzanne Elrod, začal koncem roku 1978 pracovat na dalším hudebním projektu. V hollywoodském studiu A&M Studios nahrál album Recent Songs, které společně s ním produkoval Henry Lewy. Album je návratem nejen k jeho původnímu vydavatelství Columbia, ale také k hudebně klidnějšímu stylu, typickému pro Cohena před spoluprací se Spectorem. Album vydané v září roku 1979 u kritiků příliš neuspělo. Po jeho vydání Cohen absolvoval více než padesát koncertů v různých evropských zemích a později ještě několik koncertů premiérově také v Austrálii. V následujícím roce vyšlo v Německu kompilační album Liebesträume – Leonard Cohen singt seine schönsten Lieder, které se mu – ač jeho vydání Cohen odsouhlasil – nakonec vůbec nezamlouvalo.

### Osmdesátá a devadesátá léta

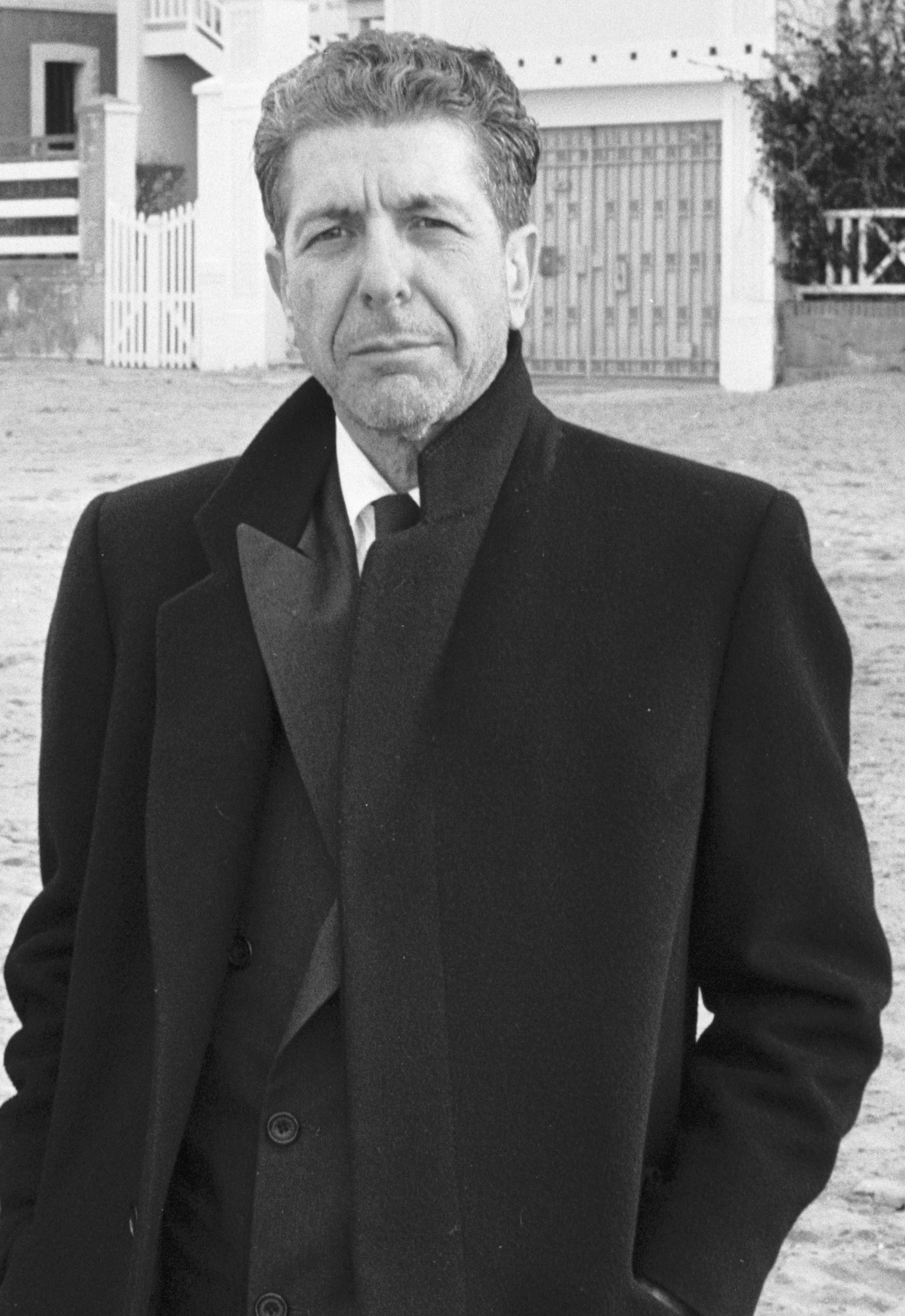
Leonard Cohen na fotografii z roku 1988

Koncem roku 1980 Cohen odehrál v rámci turné řadu koncertů v severoamerických a evropských městech. V následujícím roce začal pracovat na projektu nazvaném Night Magic. On sám k němu napsal libreto a další Kanaďan Lewis Furey složil hudbu. Furey dílo označoval za rockovou operu, Cohen však za balet. V následujícím období se hudbě příliš nevěnoval a nevycházela ani žádná jeho literární tvorba. Až v roce 1983 začal pracovat na dalším filmovém projektu I Am a Hotel, což byla série videí doprovázených různými Cohenovými písněmi. Jeho prvním hudebním albem po několika letech byla v roce 1984 deska Various Positions, na níž opět spolupracoval s Johnem Lissauerem. Na rozdíl od předchozích alb, na která Cohen skládal písně výhradně s kytarou, tentokrát pracoval s klávesami. Další změnou oproti starším nahrávkám je mnohem hlubší Cohenův hlas. Když bylo album dokončeno, společnost Columbia Records je odmítla vydat ve Spojených státech s odůvodněním, že nezní příliš současně. Přesto svolila, aby album v USA vydalo menší vydavatelství Passport Records. Obavy společnosti Columbia se nakonec potvrdily a album, které vyšlo počátkem roku 1985, mělo jako celek mizivý úspěch. Následovalo další světové turné, během kterého Cohen opět navštívil řadu zemí v Evropě, dále Spojené státy americké, Kanadu a podruhé také Austrálii. Ještě předtím, v roce 1984, vyšla další z Cohenových básnických sbírek nazvaná Kniha milosrdenství (anglicky Book of Mercy). Oproti předchozím sbírkám znamenala posun, neboť Cohen se v ní věnoval převážně tématu víry, modliteb a mysticismu.
V roce 1986 nahrála zpěvačka Jennifer Warnes, která dříve působila v Cohenově skupině jako vokalistka, album Famous Blue Raincoat. To je složené výhradně z písní napsaných Cohenem, který si také v jedné z nich – konkrétně v „Joan of Arc“ – zazpíval se zpěvačkou duet. Od kritiků se albu dostalo pozitivních reakcí. Téhož roku se Cohen poprvé výrazněji představil jako herec. Hrál postavu jménem François Zolan v jedné epizodě seriálu z kriminálního prostředí Miami Vice. Ve druhé polovině roku 1987 začal pracovat na dalším albu, které spolu s ním produkovali Roscoe Beck, Jean-Michel Reusser a Michel Robidoux. Album, jež nakonec dostalo název I'm Your Man, vyšlo v únoru 1988 a po mnoha kritiky zatracovaných předchozích albech se mu dostalo vřelého přijetí. Vedle čistě autorských písní obsahuje také variaci na Lorcovu báseň „Pequeño vals vienés“ nazvanou „Take This Waltz“. V první polovině roku 1988 pak Cohen odehrál další světové turné, které začalo v dubnu v Evropě a po ní následovaly koncerty v Severní Americe. Turné skončilo v listopadu. Následně přestal na čas veřejně vystupovat. Až v roce 1991 vyšlo k jeho poctě album I'm Your Fan, na němž různí interpreti nahráli jeho písně. Přispěli na něj například skupiny Pixies a R.E.M. či hudebníci Nick Cave a John Cale. Právě Caleova verze písně „Hallelujah“ měla velký úspěch a z v té době prakticky neznámé písně se stal velký hit.
V roce 1990 začal Cohen pracovat na dalším studiovém albu. Práce však přerušila velmi vážná automobilová nehoda jeho syna Adama a on tak několik měsíců, co byl syn v kómatu, strávil u jeho nemocničního lůžka. Po synově uzdravení se pustil do práce na svém devátém albu. Nahrávalo se v první polovině roku 1992 a výsledek nazvaný The Future byl představen v listopadu. Z produkční stránky se na albu podílelo několik odlišných osob, mezi které patřila také například Cohenova tehdejší přítelkyně, herečka Rebecca De Mornay. Jestliže v předchozích letech Cohen na alba zařazoval pouze své autorské písně, tentokrát hned ve dvou případech tuto tradici porušil, neboť na album nahrál dvě písně od jiných autorů. Dalším prvenstvím byla jeho vůbec první studiová nahrávka instrumentální skladby. Stejně jako v předchozím případě, u alba I'm Your Man, i toto dílo recenzenti přijali s nadšením a prodejnost byla také příznivá. V dubnu 1993 navázalo na vydání alba koncertní turné, jehož první koncerty proběhly na území Spojených států, následované vystoupeními v Evropě a v červnu pak znovu v USA a později i Kanadě. Záznam různých písní nahraných při tomto – stejně jako při předchozím turné před pěti lety – vyšly v roce 1994 na albu Cohen Live.
Ještě v roce 1993 vyšla po mnoha letech nová sbírka Cohenových básní, nazvaná Hudba neznámého (anglicky Stranger Music). V tomto případě však jde pouze o sbírku básní a písňových textů sebraných za poslední roky, nikoliv o nové básně. Toho roku také Cohen nahrál písňový duet „Born to Lose“ s anglickým zpěvákem Eltonem Johnem na jeho album Duets. Roku 1995 vyšlo druhé album, na němž různí umělci nahráli písně napsané Leonardem Cohenem. Bylo pojmenováno podle jedné z jeho písní Tower of Song a na rozdíl od předchozího podobného alba se na něm podíleli více známí umělci, jako například Elton John, Peter Gabriel a Sting. V roce 1994 se Leonard Cohen rozhodl přestat věnovat hudbě a usadil se v buddhistickém klášteře Mount Baldy Zen Center v Kalifornii. Z místního kláštera nakonec odešel v roce 1999, ale ještě předtím byl v roce 1996 vysvěcen na zenbuddhistického mnicha.

### Nové tisíciletí

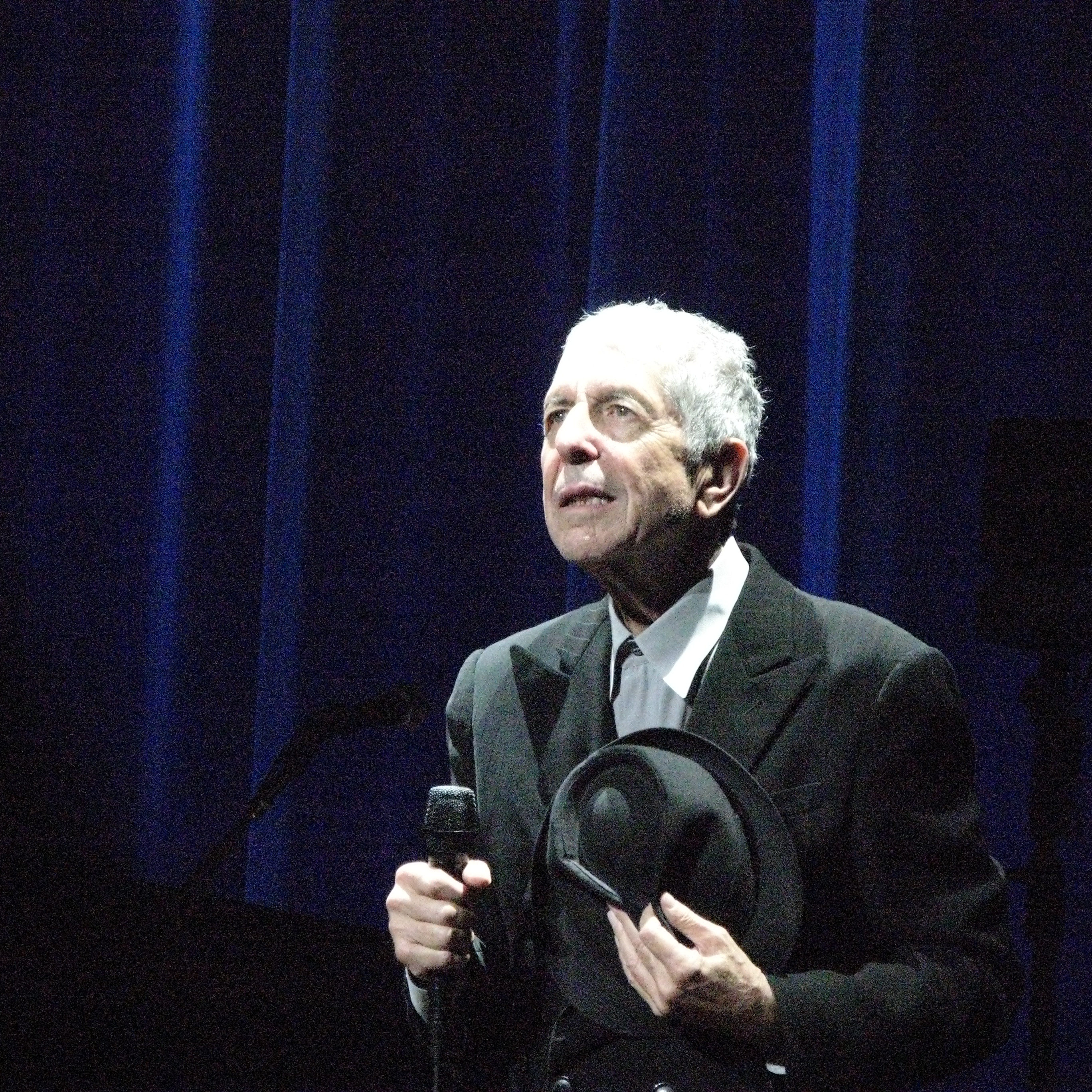
Leonard Cohen na fotografii z roku 2008, kdy odehrál své první koncertní turné po patnácti letech

Nedlouho poté, co Cohen opustil klášter, začal pracovat na svém desátém studiovém albu. Na desku, která nakonec dostala název Ten New Songs, výrazně přispěla Sharon Robinson. Ta s Cohenem spolupracovala na nejrůznějších projektech již v dřívějších dobách. Tentokrát je producentkou alba a spoluautorkou všech deseti písní. Na rozdíl od předchozích alb, na nichž mnohdy hrálo více než deset hudebníků, si dvojice v tomto případě vystačila pouze s kytaristou Bobem Metzgerem. Ten navíc hrál pouze v jedné písni. Změnou oproti předchozím nahrávkám zpěváka je také skutečnost, že tentokrát hlas zpěvačky – tedy Sharon Robinson – postavil na úroveň svou, nikoliv do pozadí jako ve starších písních. Album bylo vydáno na podzim 2001 a sklidilo převážně pozitivní reakce kritiků. Ještě předtím, v únoru téhož roku, vyšla nahrávka Field Commander Cohen: Tour of 1979, koncertní album složené z nahrávek pořízených během turné v roce 1979. I této nahrávce se po vydání dostalo pozitivního ohlasu u kritiků. Cohen tentokrát na koncertní turné k podpoře alba nevyrazil. V následujícím roce vyšlo výběrové album The Essential Leonard Cohen složené z písní z celé jeho dosavadní kariéry.
V říjnu roku 2004 vydal své další studiové album, které neslo název Dear Heather. Na jeho produkci se podílelo několik osob. Jeho původní název měl být Old Ideas, protože obsahovalo starší písňové nápady. Za tento disk se Cohenovi ale příliš pozitivních reakcí nedostalo. V roce 2005 Cohen zjistil, že jej jeho dlouholetá manažerka Kelley Lynchová postupně okrádala o ušetřené peníze (vice než pět milionů amerických dolarů) a že mu na účtech nezbylo prakticky nic. Cohen na to reagoval žalobou a poté, co u soudu uspěl, přikázal soud Lynchové uhradit škodu 9,5 milionu dolarů. Jeho bývalá manažerka mu následně posílala značné množství e-mailů a výhružných zpráv, kvůli čemuž byla roku 2012 odsouzena za obtěžování na osmnáct měsíců ve vězení.
Téhož roku (2005) režisérka Lian Lunson natočila dokumentární film Leonard Cohen: I'm Your Man, na jehož soundtrack svými verzemi Cohenových písní přispěli například Teddy Thompson, Martha Wainwright či Antony Hegarty. Na samém konci snímku se nachází nově nahraná verze písně „Tower of Song“, ve které Cohena doprovází irská skupina U2. V následujícím roce Cohen vydal básnickou sbírku Kniha toužení (anglicky Book of Longing). Téhož roku se však pustil také do nahrávání dalšího hudebního díla. Tentokrát však ne vlastního, ale alba Blue Alert zpěvačky a své tehdejší přítelkyně Anjani Thomas. Cohen nejenže album produkoval, ale ke všem písním také napsal texty. Desce se vedlo poměrně dobře a při koncertech, které zpěvačka na jeho podporu pořádala, se k ní v několika případech připojil také Cohen. V roce 2007 přispěl svým hlasem do písně „The Jungle Line“ z alba River: The Joni Letters jazzového klavíristy Herbieho Hancocka. V témže roce přispěl recitací textu písně „The Sounds of Silence“ na album Tribute to Paul Simon: Take Me to the Mardi Gras.

### Poslední léta
Již od sedmdesátých let se Cohen věnoval také kreslení. Řadu kreseb použil například jako ilustrace do svých knih či na obaly vlastních hudebních nosičů. V roce 2007 se v několika různých městech konala první výstava Cohenových kreseb. Hudební skladatel Philip Glass téhož roku vytvořil hudební dílo Book of Longing, v němž zhudebnil několik Cohenových básní ze stejnojmenné sbírky. V roce 2007 se Cohen začal také připravovat na první turné po patnácti letech. To pak začalo v květnu 2008 nejprve v malých sálech, ale později se přesunulo do velkých hal. Celé turné čítalo přibližně 250 koncertů a skončilo po více než dvou letech, v prosinci 2010. Ještě před jeho koncem byl vydán záznam z několika různých koncertů v podobě alba Songs from the Road. Jde o druhý záznam z tohoto turné, v roce 2009 vyšlo album Live in London zachycující jeho londýnský koncert.
Nedlouho po ukončení turné se Cohen vrhl do práce na svém nadcházejícím albu pojmenovaném Old Ideas, na němž se vedle mnoha dalších podílel také Patrick Leonard. Album vyšlo v lednu 2012 a přestože jde převážně o písně, které Cohen napsal již v minulosti, odezva kritiků byla pozitivní. I tentokrát se Cohen rozhodl vydat na světové koncertní turné, které bylo zahájeno v srpnu 2012. Po z velké části vyprodaných koncertech v Evropě, USA, Kanadě, Austrálii a na Novém Zélandu bylo ukončeno v prosinci 2013; celkem čítalo 125 koncertů. Stejně jako v předchozím případě, i tentokrát začal brzy poté pracovat na svém dalším, v pořadí třináctém studiovém albu. To dostalo název Popular Problems a bylo vydáno 22. září 2014, tedy jeden den po Cohenových osmdesátých narozeninách; producentem alba je Patrick Leonard, jenž se podílel i na předchozím počinu. Počátkem prosince téhož roku vyšlo koncertní album Live in Dublin. Jde o záznam Cohenových koncertů v Dublinu ze září 2013. Již v květnu 2015 vydal Cohen další nové skladby, tentokrát na albu Can't Forget: A Souvenir of the Grand Tour. To obsahuje nahrávky ze zvukových zkoušek před koncerty z turné v letech 2012 a 2013. Čtrnácté studiové album s názvem You Want It Darker vyšlo v říjnu roku 2016. Jeho producentem byl Cohenův syn Adam.
Leonard Cohen zemřel ve spánku (po předchozím pádu) 7. listopadu toho roku ve věku 82 let ve svém domě v Los Angeles. Jeho úmrtí bylo oznámeno až o několik dní později. Podle svého přání byl pochován při tradičním židovském obřadu, a to po boku svých rodičů, prarodičů a praprarodičů. Ke konci života pracoval na dvou hudebních projektech, stejně jako na nové básnické sbírce. Básnická sbírka vyšla pod názvem The Flame v roce 2018. V listopadu 2019 vyšlo album Thanks for the Dance složené z písní, které nahrál se svým synem.

## Vzory
Mezi jeho první a vůbec nejzásadnější vzory na poli literatury se řadil španělský básník a dramatik Federico García Lorca, s jehož tvorbou se poprvé setkal ve svých patnácti letech. V oblasti hudby pak Cohen prozradil, že poslouchá například Toma Waitse, Van Morrisona, Boba Dylana či Judy Collins.

## Pocty a ocenění

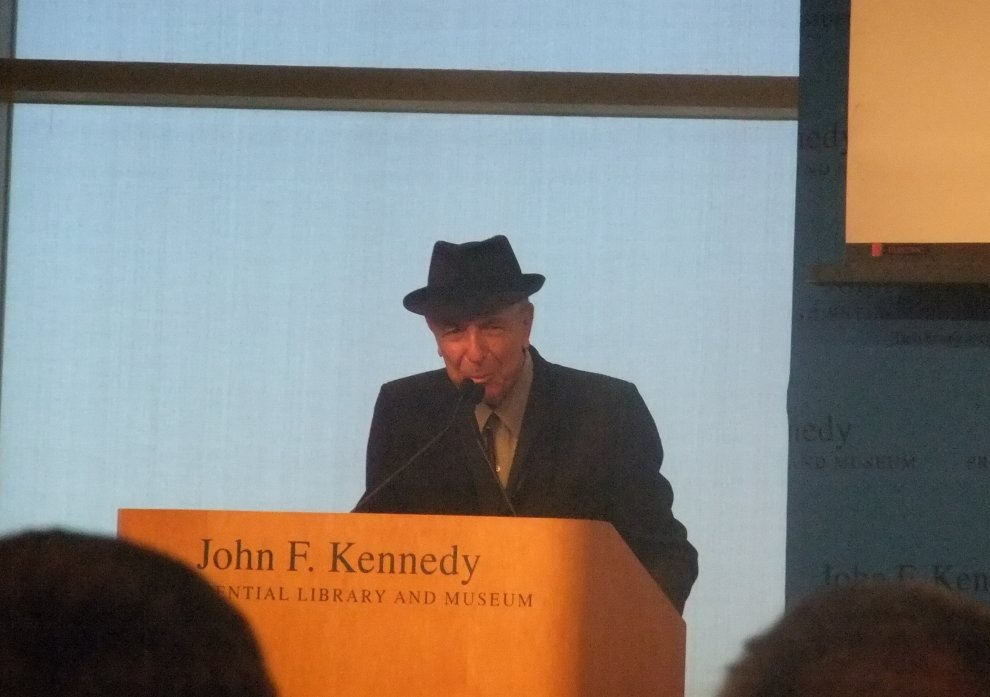
Leonard Cohen při přebírání ceny PEN

Leonard Cohen během své kariéry získal řadu různých ocenění, ať už finančních podpor ve formě grantů ve svých literární začátcích, tak v pozdějších dobách ceny za celoživotní přínos. Již v květnu roku 1970 mu byl přidělen čestný titul na Dalhousieově univerzitě v Halifaxu (o dvaadvacet let později mu stejné ocenění předala McGillovova univerzita). V prosinci 1970 pak byl kanadským deníkem The Globe and Mail vyhlášen za umělce roku. V roce 1978 byl oceněn italskou cenou Premio Tenco. Roku 1986 získal společně s Lewisem Fureyem cenu Genie Award za píseň „Angel Eyes“ (z díla Night Magic), pět let poté byl uveden do Canadian Music Hall of Fame. Dalším z kanadských ocenění se toho roku staly dvě ceny Juno: za zpěváka roku a za nejlepší video; stejnou cenu získal i v roce 1994, tentokrát v kategorii nejlepší autor písně (v pozdějších letech byl na cenu mnohokrát v různých kategoriích nominován, ale získal ji již pouze jednou – v roce 2013 jako umělec roku).
V roce 2004 získal rytířský titul nejvyššího kanadského civilního ocenění Řád Kanady. V únoru 2006 se zařadil po bok mnoha kanadských umělců a byl uveden do Canadian Songwriters Hall of Fame. V březnu roku 2008 byl Leonard Cohen uveden hudebníkem Lou Reedem do Rock and Roll Hall of Fame. Dva roky poté byl uveden do Songwriters Hall of Fame. Roku 2008 získal Národní řád Québecu a tři roky poté pak cenu Glenna Goulda a cenu knížete Asturského. V roce 2012 byl oceněn cenou Denise Pelletier. Dalším oceněním v tom roce se stala cena PEN, a to při jejím vůbec prvním ročníku. Spolu s Cohenem ji získal také kytarista a zpěvák Chuck Berry. Rovněž je dvojnásobným držitelem ceny Grammy: první získal v roce 2007 za podíl na albu River: The Joni Letters od Herbieho Hancocka a druhou tři roky poté za celoživotní přínos. V anketě Největší Kanaďan se roku 2004 Cohen umístil na 46. příčce. Různá ocenění také odmítl přijmout, například Cenu generálního guvernéra za poezii za svou sbírku Selected Poems 1956–1968. Cohen odmítnutí zdůvodnil tím, že „básně samotné to zcela vylučují“. Později však uznal, že si svými důvody nebyl příliš jistý.

## Odraz v kultuře
Cohenovy písně zazněly také ve filmu. V roce 1971 použil režisér Robert Altman ve filmu McCabe a paní Millerová nevydané části písní z Cohenova albového debutu Songs of Leonard Cohen. Později Cohenovy písně zazněly v desítkách dalších filmů a televizních seriálů různých žánrů.
Vlastní verze písní nahrálo několik stovek umělců v odlišných stylech a žánrech. Cohenovy písně nahráli např. Joni Mitchell, Richie Havens a Suzanne Vega. Americký hudebník Beck Hansen nahrál coververze všech písní z Cohenova debutového alba. Na albu se podíleli např. Devendra Banhart a členové skupiny MGMT.
Z českých zpěváků jeho písně zpívali – převážně s texty přeloženými do češtiny – např. Václav Neckář, Pavel Bobek a Karel Gott.
Slovenský herec Juraj Kukura nahrál album Jsem tvůj muž složené z coververzí Cohenových písní.
Americká rocková hudební skupina Nirvana se o Cohenovi zmiňuje v písni „Pennyroyal Tea“ z alba In Utero (1993).

## Dílo

### Hudební tvorba

#### Studiové nahrávky
- Songs of Leonard Cohen (1967)
- Songs from a Room (1969)
- Songs of Love and Hate (1971)
- New Skin for the Old Ceremony (1974)
- Death of a Ladies' Man (1977)
- Recent Songs (1979)
- Various Positions (1984)
- I'm Your Man (1988)
- The Future (1992)
- Ten New Songs (2001)
- Dear Heather (2004)
- Old Ideas (2012)
- Popular Problems (2014)
- You Want It Darker (2016)
- Thanks for the Dance (2019)

#### Koncertní nahrávky
- Live Songs (1973)
- Cohen Live: Leonard Cohen in Concert (1994)
- Field Commander Cohen: Tour of 1979 (2001)
- Live in London (2009)
- Live at the Isle of Wight 1970 (2009)
- Songs from the Road (2010)
- Live in Dublin (2014)
- Can't Forget: A Souvenir of the Grand Tour (2015)

#### Kompilační alba
- The Best of Leonard Cohen (1975)
- So Long, Marianne (1991)
- More Best of Leonard Cohen (1997)
- The Essential Leonard Cohen (2002)
- The Collection (2008)

### Literární tvorba

#### Poezie
- 1956: Let Us Compare Mythologies
- 1961: The Spice-Box of Earth
- 1964: Květiny pro Hitlera (anglicky Flowers for Hitler)
- 1966: Parasites of Heaven
- 1968: Selected Poems 1956–1968
- 1972: The Energy of Slaves
- 1979: Smrt muže, který patřil jedné ženě (anglicky Death of a Lady's Man)
- 1984: Kniha milosrdenství (anglicky Book of Mercy)
- 1993: Hudba neznámého (anglicky Stranger Music)
- 2006: Kniha toužení (anglicky Book of Longing)
- 2009: The Lyrics of Leonard Cohen
- 2011: Poems and Songs
- 2012: Fifteen Poems
- 2018: The Flame

#### Romány
- 1963: Oblíbená hra (anglicky The Favorite Game)
- 1966: Nádherní poražení (anglicky Beautiful Losers)